# Élections législatives pakistanaises de 2002
Vous lisez un « article de qualité » labellisé en 2021.
Les élections législatives pakistanaises de 2002 ont lieu le 10 octobre 2002, trois ans après le coup d'État du chef de l'armée Pervez Musharraf, qui entend ainsi légitimer et stabiliser son pouvoir. Elles visent à élire les députés de l'Assemblée nationale et des quatre assemblées provinciales du Pakistan. Le scrutin fait suite aux élections législatives de 1997 mais marque surtout le retour à un régime civil et à la Constitution de 1973 après plus de deux ans de pleins pouvoirs militaires.
Les élections conduisent à la victoire de la nouvelle Ligue musulmane du Pakistan (Q) qui se sépare de la faction de Nawaz Sharif dans le but de soutenir le nouveau président Musharraf. Les deux principaux meneurs de l'opposition, Sharif et Benazir Bhutto, sont en exil, mais le Parti du peuple pakistanais (PPP) de cette dernière réalise une bonne performance, arrivant même en tête dans les urnes. À l'inverse, la ligue de Nawaz Sharif réalise la pire performance de son histoire. Ces élections marquent aussi l'émergence d'une nouvelle coalition, le Muttahida Majlis-e-Amal (MMA), qui agrège plusieurs partis islamistes et devient la troisième force du pays.
Malgré une forte mobilisation des moyens de l'État et de nombreux ralliements, le parti soutenant Pervez Musharraf n'obtient qu'un quart des voix et un tiers des sièges. Afin d'atteindre la majorité absolue, le nouveau Premier ministre Zafarullah Khan Jamali réunit autour de lui une large coalition incluant le Mouvement Muttahida Qaumi, l'Alliance nationale et des dissidents du PPP notamment. L'islamiste Fazal-ur-Rehman prend la tête de l'opposition avec le soutien du MMA et du parti de Nawaz Sharif. Cette législature sera la première de l'histoire du pays à atteindre la fin de son mandat de cinq ans.

## Contexte

### Coup d'État

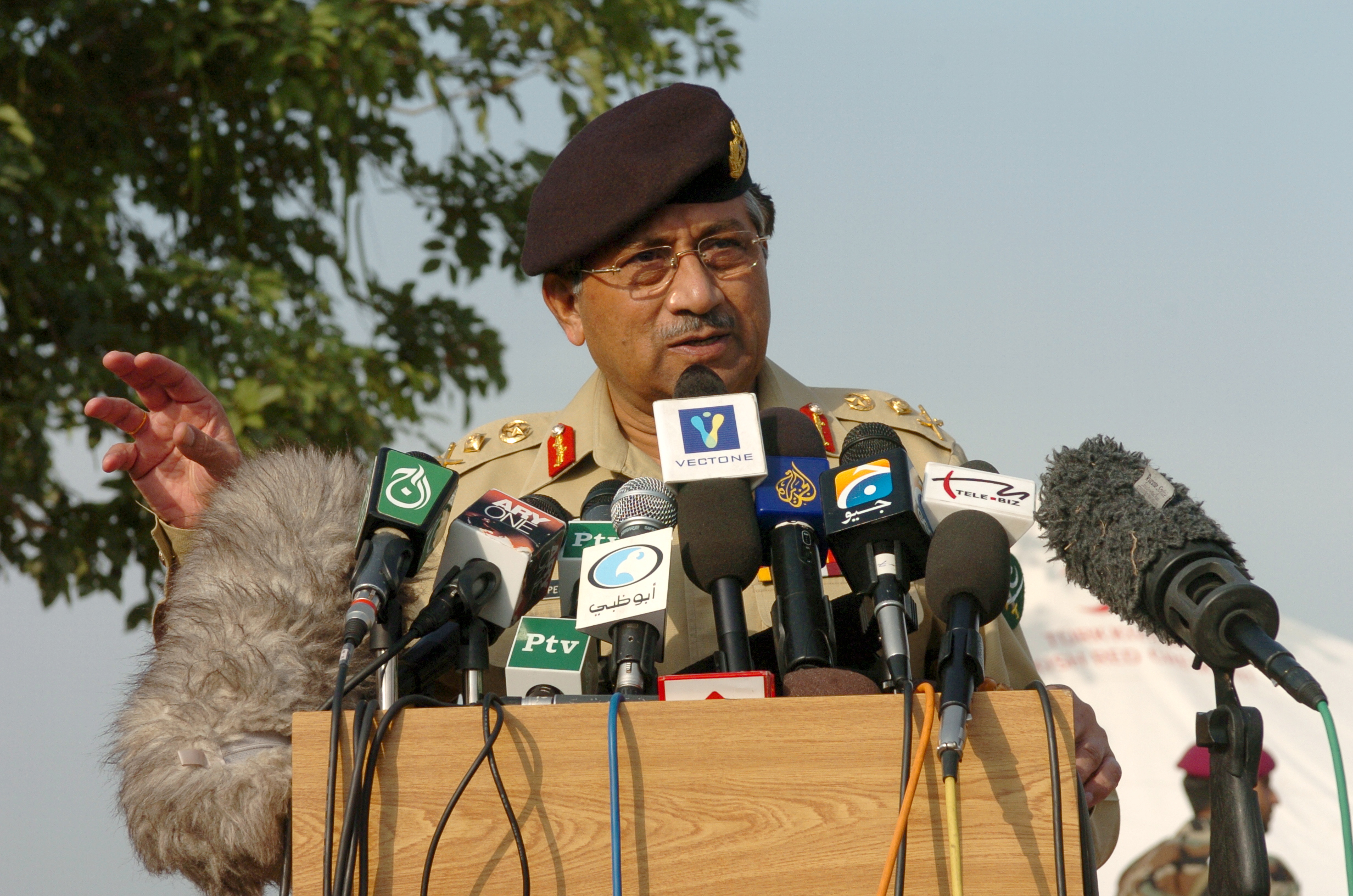
Pervez Musharraf en 2005.

Les précédentes élections législatives s'étaient déroulées le 4 février 1997 et avaient vu la très large victoire de la Ligue musulmane du Pakistan (N) qui s'empare d'une majorité des deux-tiers à l'Assemblée nationale alors que Nawaz Sharif retrouve son poste de Premier ministre. Celui-ci se trouve ainsi en position de modifier la Constitution et dès le 1er avril, les parlementaires suppriment le 8e amendement voté sous le régime militaire de Zia-ul-Haq et rétablissent en conséquence le parlementarisme en donnant la primauté au Premier ministre plutôt qu'au président. Sharif accroit ensuite son contrôle sur les différents leviers du pouvoir, y compris les médias, de sorte qu'il est accusé de dérive autoritaire.
En désaccord avec la politique du Premier ministre, le chef de l'armée Jehangir Karamat démissionne le 7 octobre 1998. Nawaz Sharif choisit Pervez Musharraf pour le remplacer, voyant en lui un général peu influent qui lui resterait ainsi fidèle. Cependant, les relations entre civils et militaires se dégradent fortement après le conflit du Kargil. Face à des rumeurs de coup d'État imminent, le Premier ministre tente de remplacer le chef de l'armée, mais Musharraf réagit en renversant gouvernement le 12 octobre 1999 et en arrêtant des dizaines de responsables du pouvoir,. Alors qu'il risque la peine de mort pour « tentative de meurtre », Nawaz Sharif est finalement condamné à la prison à vie, puis autorisé à s'exiler en Arabie saoudite pour une période de dix ans minimum.

### Régime militaire
Arrivé au pouvoir grâce à la fidélité de la hiérarchie militaire, Pervez Musharraf promet toutefois dans un premier temps une transition rapide vers la démocratie. Si la loi martiale n'est pas officiellement décrétée, il suspend la Constitution, fait pression sur les médias et nomme de nombreux militaires à la tête des administrations. Le 12 mai 2000, la Cour suprême valide le coup d'État en s'appuyant sur la doctrine de la nécessité et autorise le régime à modifier la Constitution, mais exige la tenue d'élections législatives d'ici trois ans, d'où l'organisation de ce scrutin,.
Dès le 20 juin 2001, Musharraf s'attribue le titre de président de la république alors qu'il tente de rétablir un régime de droit commun. Le pouvoir organise un plébiscite le 30 avril 2002 visant à accorder au président un mandat de cinq ans à la tête du pays. Selon les chiffres officiels, il recueille 99,7 % de « oui » avec une participation de 71 %, un taux inhabituellement élevé dans le pays. Alors que des fraudes sont dénoncées, Musharraf présente ses excuses lors d'une allocution télévisée concernant les irrégularités ayant entaché le vote mais il n'est pas annulé. Le président promet néanmoins des élections multipartites libres dans le délai accordé par la Cour suprême.

## Campagne

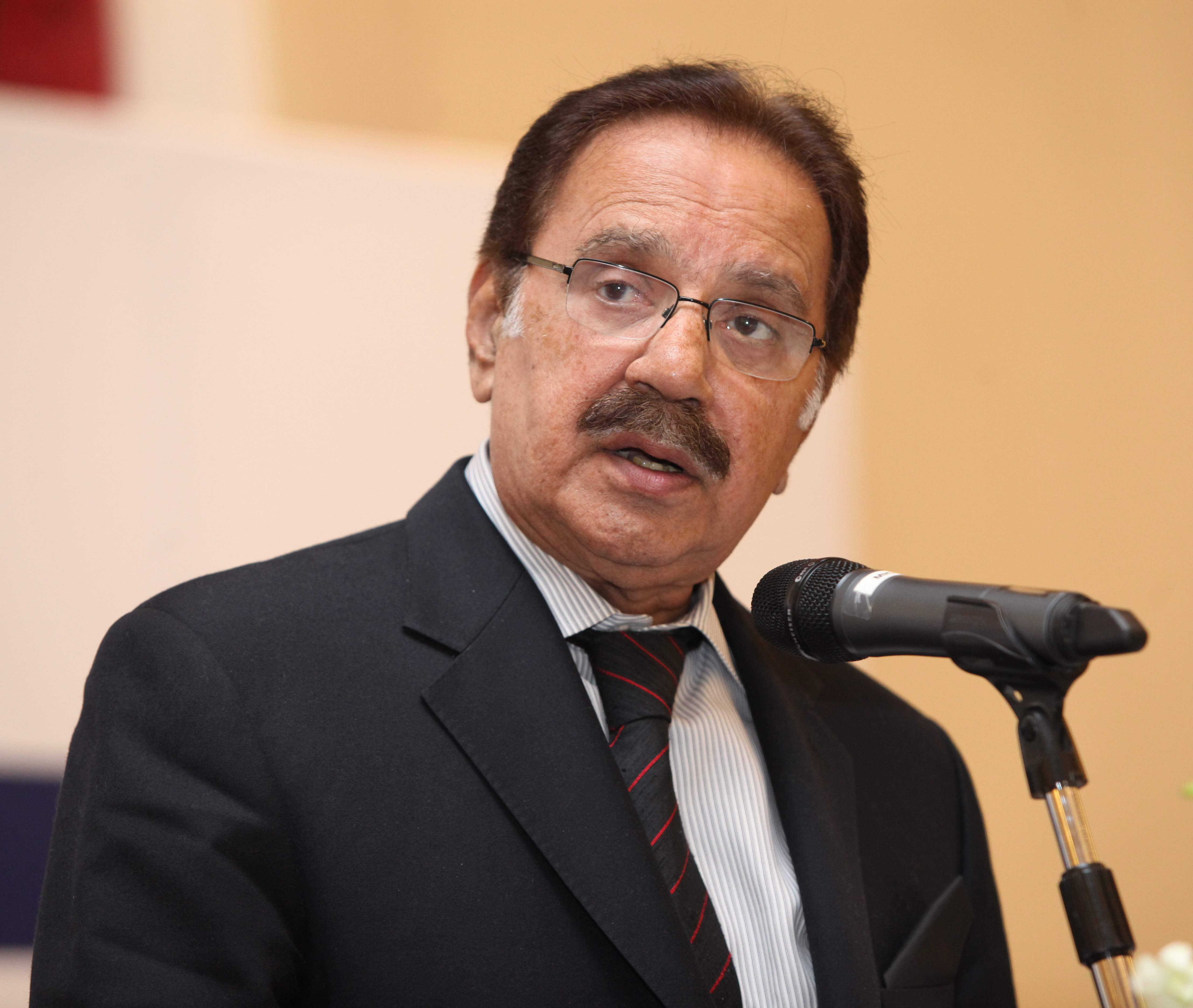
Le vétéran de la politique Ameen Faheem représente le PPP pour ce scrutin.

Pour asseoir son pouvoir sur la durée, le président-général Pervez Musharraf décide de la création d'un parti pour tenir les assemblées. Il choisit de créer une nouvelle faction du parti historique en fondant la Ligue musulmane du Pakistan (Q) le 20 juillet 2002 autour de personnalités influentes, surtout dans le Pendjab où il cherche à isoler Nawaz Sharif et marginaliser sa faction politique. Il donne ainsi une place importante à ses rivaux comme Chaudhry Shujaat Hussain qui prend la tête du parti et son cousin Chaudhry Pervaiz Elahi qui mène la campagne pour l'Assemblée provinciale du Pendjab et tente de rallier des ténors de tous les partis. Le parti promet la stabilité qui favorisera le développement du pays, affiche l'éducation comme sa principale priorité et souhaite une plus forte participation des femmes dans la société.
Les deux principaux partis ayant dominé la vie politique lors de la décennie précédente, la Ligue musulmane du Pakistan (N) et le Parti du peuple pakistanais (PPP), sont handicapés par l'absence de leur dirigeant historique. Nawaz Sharif est en effet exilé depuis 2000 et Benazir Bhutto avait quitté le pays dès 1998 pour échapper à des poursuites judiciaires en corruption. La faction de Sharif souffre en plus de nombreuses défections vers le parti de Musharraf, comme Jamali et Soomro, qui la privent d'ancrages locaux. Pour ce scrutin, elle est menée par Javed Hashmi qui critique l'alignement du nouveau pouvoir avec les États-Unis concernant la « guerre contre le terrorisme ». Le PPP est quant à lui mené par Ameen Faheem et le manifeste du parti prône la « tolérance religieuse », dénonce la « dictature miliaire » et promet de lutter contre les inégalités sociales et de préserver les droits humains.
Deux coalitions de partis se forment à l'occasion de ce scrutin. La Muttahida Majlis-e-Amal regroupe cinq partis islamistes, dont les principaux sont les rivaux Jamaat-e-Islami et Jamiat Ulema-e-Islam. Ils dénoncent l'alignement du régime militaire avec les États-Unis, affirment leur sympathie avec les talibans dans le contexte de la guerre d'Afghanistan et réclament l'instauration d'un « véritable système islamique » au Pakistan. L'Alliance nationale est également fondée autour de l'ancien président Farooq Leghari et celle-ci s'allie avec le pouvoir militaire afin de permettre des ajustements dans les circonscriptions avec la Ligue (Q). L'alliance promet de revenir à la « vision originale » qui a mené à la création du pays sur des bases « progressistes ».

## Mode de scrutin

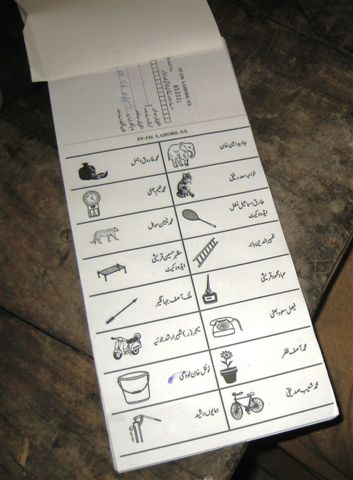
Les candidats sont représentés par des images pour les électeurs analphabètes (élections de 2008).

Le Pakistan possède un régime politique parlementaire bicaméral de type système de Westminster ; le Parlement du Pakistan, qui se compose de deux chambres, l'Assemblée nationale et le Sénat dont les membres sont choisis par les membres des assemblées provinciales, elles-mêmes élues selon le même mode de scrutin que l'Assemblée nationale. Les candidats aux assemblées sont élus au suffrage universel direct uninominal majoritaire à un tour, c'est-à-dire que chaque électeur vote dans sa circonscription pour un candidat et celui arrivant en tête à l'issue d'un unique tour est élu, même avec une majorité relative de voix,.
Un candidat peut présenter sa candidature dans plusieurs circonscriptions, mais ne doit garder qu'un siège s'il en remporte plusieurs. Une élection partielle est alors organisée dans la circonscription dont le poste de député est devenu vacant. Enfin, les membres élus doivent ensuite procéder à l'élection des « sièges réservés ». Par exemple, pour l'Assemblée nationale, les 272 membres élus directement élisent 60 sièges réservés à des femmes et 10 sièges réservés à des minorités religieuses,.
À l'occasion de ce scrutin, les circonscriptions électorales sont redessinées pour prendre en compte le récent recensement de la population de 1998. Le pouvoir introduit également diverses réformes électorales via le Legal Framework Order : le nombre total d'élus à l'Assemblée nationale passe de 217 à 342, soixante sièges sont désormais expressément réservés à des femmes, l'électorat séparé sur des bases religieuses introduit en 1985 est aboli et l'âge pour voter est abaissé de 21 à 18 ans,. Plus de 70 partis politiques se présentent pour ces élections dans les 272 circonscriptions que compte le pays. Près de 72 millions de Pakistanais sont inscrits sur les listes électorales, et 2 098 candidats ont été acceptés pour concourir,.

## Résultats

### Assemblée nationale
Le 10 octobre 2002, plus de 29 millions de Pakistanais se rendent aux urnes pour près de 72 millions d'inscrits, soit un taux de participation de près de 42 %, en hausse par rapport aux précédentes élections de 1997. La Ligue musulmane du Pakistan (Q) soutenant le président Pervez Musharraf arrive nettement en tête dans les circonscriptions avec 118 députés à l'Assemblée nationale soit 35 % des sièges. Ce succès est essentiellement rendu possible grâce aux bonnes performances dans le Pendjab. Le parti échoue toutefois à obtenir la majorité absolue.
Le scrutin marque le retour du Parti du peuple pakistanais qui émerge nettement comme le principal parti d'opposition, alors qu'il avait été marginalisé en 1997. Le parti arrive même en tête dans les urnes avec 26,1 % des voix contre 25,7 % pour la ligue, soit 115 000 voix d'avance. Il remporte l'essentiel de ses élus dans le centre du Sind et le sud du Pendjab. Arrivé troisième en termes de vote populaire, la Ligue musulmane du Pakistan (N) s'effondre par rapport à 1997 en perdant plus de 90 % de ses élus. Il obtient 12 % des voix mais seulement 5 % des sièges avec 18 élus, dont la moitié sont élus à Lahore et Faisalabad.
La nouvelle alliance islamiste Muttahida Majlis-e-Amal réalise le plus gros succès de l'histoire du pays pour un parti religieux, arrivant troisième avec 60 sièges soit 18 % de l'Assemblée nationale et 11 % des suffrages, un succès rendu possible grâce à un électorat concentré dans le Nord-Ouest et le Baloutchistan. Enfin le Mouvement Muttahida Qaumi obtient 17 sièges en remportant largement la ville la plus peuplée, Karachi, et l'Alliance nationale remporte 16 sièges.
|                                |                                            |            |       |        |          |          |        |        |  |  |
| Partis                         | Partis                                     | Votes      | +/-   | Sièges | Sièges   | Sièges   | Sièges | Sièges |  |  |
| Partis                         | Partis                                     | Votes      | +/-   | Élus   | Réservés | Réservés | Total  | +/-    |  |  |
| Partis                         | Partis                                     | Votes      | +/-   | Élus   | Fem.     | Min.     | Total  | +/-    |  |  |
|                                | Parti du peuple pakistanais-Parlementaires | 7 616 033  | 26,05 | 64     | 15       | 2        | 81     | 63     |  |  |
|                                | Ligue musulmane du Pakistan (Q)            | 7 500 797  | 25,66 | 92     | 22       | 4        | 118    | 118    |  |  |
|                                | Ligue musulmane du Pakistan (N)            | 3 409 805  | 11,66 | 14     | 3        | 1        | 18     | 119    |  |  |
|                                | Muttahida Majlis-e-Amal                    | 3 335 643  | 11,41 | 46     | 12       | 2        | 60     | 60     |  |  |
|                                | Alliance nationale                         | 1 395 398  | 4,77  | 13     | 3        | 0        | 16     | 16     |  |  |
|                                | Mouvement Muttahida Qaumi                  | 932 166    | 3,19  | 13     | 3        | 1        | 17     | 5      |  |  |
|                                | Ligue musulmane du Pakistan (F)            | 328 923    | 1,13  | 4      | 1        | 0        | 5      | 5      |  |  |
|                                | Ligue musulmane du Pakistan (J)            | 283 755    | 0,97  | 2      | 1        | 0        | 3      | 3      |  |  |
|                                | Mouvement du Pakistan pour la justice      | 242 472    | 0,83  | 1      | 0        | 0        | 1      | 1      |  |  |
|                                | Pakistan Awami Tehrik                      | 202 845    | 0,69  | 1      | 0        | 0        | 1      | 1      |  |  |
|                                | Parti du peuple pakistanais (Sherpao)      | 98 476     | 0,34  | 2      | 0        | 0        | 2      | 2      |  |  |
|                                | Pashtunkhwa Milli Awami                    | 96 252     | 0,33  | 1      | 0        | 0        | 1      | 1      |  |  |
|                                | Jamhoori Wattan                            | 96 240     | 0,33  | 1      | 0        | 0        | 1      | 1      |  |  |
|                                | Ligue musulmane du Pakistan (Z)            | 78 798     | 0,27  | 1      | 0        | 0        | 1      | 1      |  |  |
|                                | Parti national baloutche                   | 57 865     | 0,20  | 1      | 0        | 0        | 1      | 2      |  |  |
|                                | Mouvement Mohajir Qaumi                    | 54 007     | 0,17  | 1      | 0        | 0        | 1      | 1      |  |  |
|                                | Autres partis                              | 741 688    | 2,54  | 0      | 0        | 0        | 0      | 14     |  |  |
|                                | Indépendants                               | 2 772 669  | 9,31  | 14     | 0        | 0        | 14     | 7      |  |  |
| Total (participation : 41,8 %) | Total (participation : 41,8 %)             | 29 236 687 | 100   | 272    | 60       | 10       | 342    | 135    |  |  |

### Assemblées provinciales

#### Pendjab

L'Assemblée provinciale du Pendjab en 2002.

À l'Assemblée provinciale du Pendjab, la Ligue musulmane du Pakistan (Q) réussit son pari en prenant facilement le contrôle du fief de son rival la Ligue musulmane du Pakistan (N). La première réunit environ un tiers de l'électorat ainsi qu'une large majorité absolue avec 56 % des sièges grâce aux ralliements de nombreux élus indépendants. Si la seconde ligue réunit tout de même 16 % des voix, elle n'obtient que 13 % des sièges. Le Parti du peuple pakistanais (PPP) établit une bonne performance dans cette province qui n'est pourtant pas son fief, tandis que l'Alliance nationale obtient de bons résultats dans le sud de la province,.
En conséquence, Chaudhry Pervaiz Elahi est largement élu ministre en chef du Pendjab le 29 novembre 2002 avec 235 voix contre 102 pour son rival issu de la faction de Nawaz Sharif. Il réunit même une dizaine d'élus dissidents du PPP.
| Partis             | Partis                               | Votes      | %       | Sièges | Sièges   | Sièges   | Sièges |
| Partis             | Partis                               | Votes      | %       | Élus   | Réservés | Réservés | Total  |
| Partis             | Partis                               | Votes      | %       | Élus   | Fem.     | Min.     | Total  |
| ------------------ | ------------------------------------ | ---------- | ------- | ------ | -------- | -------- | ------ |
|                    | Ligue musulmane du Pakistan (Q)      | 6 144 813  | 33,33 % | 167    | 37       | 5        | 209    |
|                    | Parti du peuple pakistanais          | 4 145 106  | 22,48 % | 63     | 14       | 2        | 79     |
|                    | Ligue musulmane du Pakistan (N)      | 3 028 856  | 16,43 % | 38     | 8        | 1        | 47     |
|                    | Muttahida Majlis-e-Amal              | 1 044 217  | 5,66 %  | 9      | 2        | 0        | 11     |
|                    | Alliance nationale                   | 577 415    | 3,13 %  | 12     | 3        | 0        | 15     |
|                    | Ligue musulmane du Pakistan (Junejo) | 219 048    | 1,19 %  | 3      | 1        | 0        | 4      |
|                    | Ligue musulmane du Pakistan (Jinnah) | 134 748    | 0,73 %  | 3      | 1        | 0        | 4      |
|                    | Ligue musulmane du Pakistan (Z)      | 74 430     | 0,40 %  | 1      | 1        | 0        | 2      |
|                    | Autres partis                        | 634 142    | 3,44 %  | 0      | 0        | 0        | 0      |
|                    | Indépendants                         | 2 435 199  | 13,21 % | 0      | 0        | 0        | 0      |
| Scrutins non tenus | Scrutins non tenus                   | -          | -       | 1      | -        | -        | 1      |
| Total              | Total                                | 18 437 974 | 100     | 297    | 66       | 8        | 371    |

#### Sind

L'Assemblée provinciale du Sind en 2002.

Dans son fief du Sind, le Parti du peuple pakistanais (PPP) arrive nettement en tête grâce à ses bonnes performances dans le centre de la province, notamment les zones rurales, mais échoue à obtenir une majorité absolue avec seulement 40 % des sièges,. Le parti va se retrouver ainsi isolé alors que le vainqueur national, la Ligue musulmane du Pakistan (Q), établit une alliance gouvernementale avec le Mouvement Muttahida Qaumi (MQM), tant au niveau fédéral que provincial. L'Alliance nationale et la Ligue musulmane du Pakistan (F) rejoignent cette alliance qui atteint ainsi la majorité absolue. Membre de la Ligue (Q), Ali Mohammad Mahar est élu ministre en chef du Sind et prête serment le 17 décembre 2002 au cours d'une cérémonie boycottée par le PPP et le Muttahida Majlis-e-Amal,.
| Partis             | Partis                          | Votes     | %       | Sièges | Sièges   | Sièges   | Sièges |
| Partis             | Partis                          | Votes     | %       | Élus   | Réservés | Réservés | Total  |
| Partis             | Partis                          | Votes     | %       | Élus   | Fem.     | Min.     | Total  |
| ------------------ | ------------------------------- | --------- | ------- | ------ | -------- | -------- | ------ |
|                    | Parti du peuple pakistanais     | 2 115 472 | 35,04 % | 51     | 12       | 4        | 67     |
|                    | Mouvement Muttahida Qaumi       | 898 733   | 14,88 % | 31     | 7        | 2        | 40     |
|                    | Ligue musulmane du Pakistan (Q) | 543 590   | 9,00 %  | 14     | 3        | 1        | 18     |
|                    | Alliance nationale              | 718 424   | 11,90 % | 12     | 3        | 1        | 16     |
|                    | Muttahida Majlis-e-Amal         | 620 296   | 10,27 % | 8      | 2        | 0        | 10     |
|                    | Ligue musulmane du Pakistan (F) | 449 521   | 7,44 %  | 9      | 2        | 1        | 12     |
|                    | Mouvement Mohajir Qaumi         | 58 495    | 0,97 %  | 1      | 0        | 0        | 1      |
|                    | Autres partis                   | 278 007   | 4,60 %  | 0      | 0        | 0        | 0      |
|                    | Indépendants                    | 355 433   | 5,89 %  | 2      | 0        | 0        | 2      |
| Scrutins non tenus | Scrutins non tenus              | -         | -       | 2      | -        | -        | 2      |
| Total              | Total                           | 6 037 971 | 100     | 130    | 29       | 9        | 168    |

#### Province de la Frontière du Nord-Ouest

L'Assemblée provinciale de Khyber Pakhtunkhwa à la suite de ce scrutin.

Dans la province de la Frontière du Nord-Ouest, les islamistes de la Muttahida Majlis-e-Amal (MMA) arrivent largement en tête avec plus d'un quart des suffrages et surtout une nette majorité absolue à eux seuls. Le parti de Sherpao, dissident du Parti du peuple pakistanais (PPP) arrive second en termes de sièges tandis que la Ligue musulmane du Pakistan (Q) arrive deuxième dans les urnes,. Le 29 novembre 2002, le candidat du MMA Akram Durrani est logiquement élu ministre en chef avec 78 voix, réunissant avec lui des candidats indépendants et ceux de la Ligue musulmane du Pakistan (N). Son rival Qalandar Lohdi obtient 41 voix en réunissant tous les autres partis derrière lui. C'est ainsi la première fois depuis 1973 qu'un islamiste prend le contrôle de la province.
| Partis | Partis                                | Votes     | %       | Sièges | Sièges   | Sièges   | Sièges |
| Partis | Partis                                | Votes     | %       | Élus   | Réservés | Réservés | Total  |
| Partis | Partis                                | Votes     | %       | Élus   | Fem.     | Min.     | Total  |
| ------ | ------------------------------------- | --------- | ------- | ------ | -------- | -------- | ------ |
|        | Muttahida Majlis-e-Amal               | 792 949   | 26,39 % | 52     | 13       | 2        | 67     |
|        | Parti du peuple pakistanais (Sherpao) | 291 210   | 9,69 %  | 10     | 2        | 1        | 13     |
|        | Ligue musulmane du Pakistan (Q)       | 435 444   | 14,49 % | 8      | 2        | 0        | 10     |
|        | Parti national Awami                  | 334 504   | 11,13 % | 8      | 2        | 0        | 10     |
|        | Ligue musulmane du Pakistan (N)       | 277 283   | 9,24 %  | 4      | 1        | 0        | 5      |
|        | Parti du peuple pakistanais           | 270 468   | 9,00 %  | 8      | 2        | 0        | 10     |
|        | Mouvement du Pakistan pour la justice | 53 380    | 1,78 %  | 1      | 0        | 0        | 1      |
|        | Autres partis                         | 109 550   | 3,65 %  | 1      | 0        | 0        | 1      |
|        | Indépendants                          | 439 258   | 14,62 % | 7      | 0        | 0        | 7      |
| Total  | Total                                 | 3 004 446 | 100     | 99     | 22       | 3        | 124    |

#### Baloutchistan

L'Assemblée provinciale du Baloutchistan à la suite de ce scrutin.

Dans la province sensible du Baloutchistan, la Ligue musulmane du Pakistan (Q) arrive largement en tête avec 20 % des voix et un tiers des sièges. Le régime militaire obtient ce succès grâce à des alliances avec des figures tribales baloutches réputées loyales au pouvoir central. Les islamistes du Muttahida Majlis-e-Amal arrivent en deuxième place, avec un nombre de voix et de députés légèrement inférieur au vainqueur, grâce aux soutiens des Pachtounes dans le nord de la province. Les partis baloutches désunis, le Jamhoori Wattan, le Mouvement national baloutche, le Parti national baloutche (BNP) et le BNDP obtiennent onze sièges au total et 22 % des voix,.
En l'absence de majorité absolue, la Ligue se résout à un accord de coalition avec les islamistes de la MMA prévoyant notamment l'interdiction de la vente et de la consommation d'alcool dans la province. Le 1er décembre 2002, le candidat de la Ligue Jam Mohammad Yousaf est élu ministre en chef du Baloutchistan avec 47 voix contre 12 pour le candidat du BNP.
| Partis             | Partis                                | Votes     | %       | Sièges | Sièges   | Sièges   | Sièges |
| Partis             | Partis                                | Votes     | %       | Élus   | Réservés | Réservés | Total  |
| Partis             | Partis                                | Votes     | %       | Élus   | Fem.     | Min.     | Total  |
| ------------------ | ------------------------------------- | --------- | ------- | ------ | -------- | -------- | ------ |
|                    | Ligue musulmane du Pakistan (Q)       | 219 026   | 19,30 % | 16     | 4        | 1        | 21     |
|                    | Muttahida Majlis-e-Amal               | 188 878   | 16,64 % | 14     | 3        | 1        | 18     |
|                    | Jamhoori Wattan                       | 101 392   | 8,93 %  | 3      | 1        | 0        | 4      |
|                    | Alliance nationale                    | 92 742    | 8,17 %  | 5      | 1        | 1        | 7      |
|                    | Pashtunkhwa Milli Awami               | 82 892    | 7,30 %  | 2      | 1        | 0        | 3      |
|                    | Mouvement national baloutche          | 71 750    | 6,32 %  | 3      | 1        | 0        | 4      |
|                    | Parti du peuple pakistanais           | 69 957    | 6,16 %  | 2      | 0        | 0        | 2      |
|                    | Parti national baloutche              | 40 136    | 3,54 %  | 2      | 0        | 0        | 2      |
|                    | Balochistan National Democratic Party | 32 360    | 2,85 %  | 1      | 0        | 0        | 1      |
|                    | Autres partis                         | 60 640    | 5,32 %  | 0      | 0        | 0        | 0      |
|                    | Indépendants                          | 175 315   | 15,45 % | 1      | 0        | 0        | 1      |
| Scrutins non tenus | Scrutins non tenus                    | -         | -       | 2      | -        | -        | 2      |
| Total              | Total                                 | 1 134 788 | 100     | 51     | 11       | 3        | 65     |

## Conséquences

### Formation du gouvernement

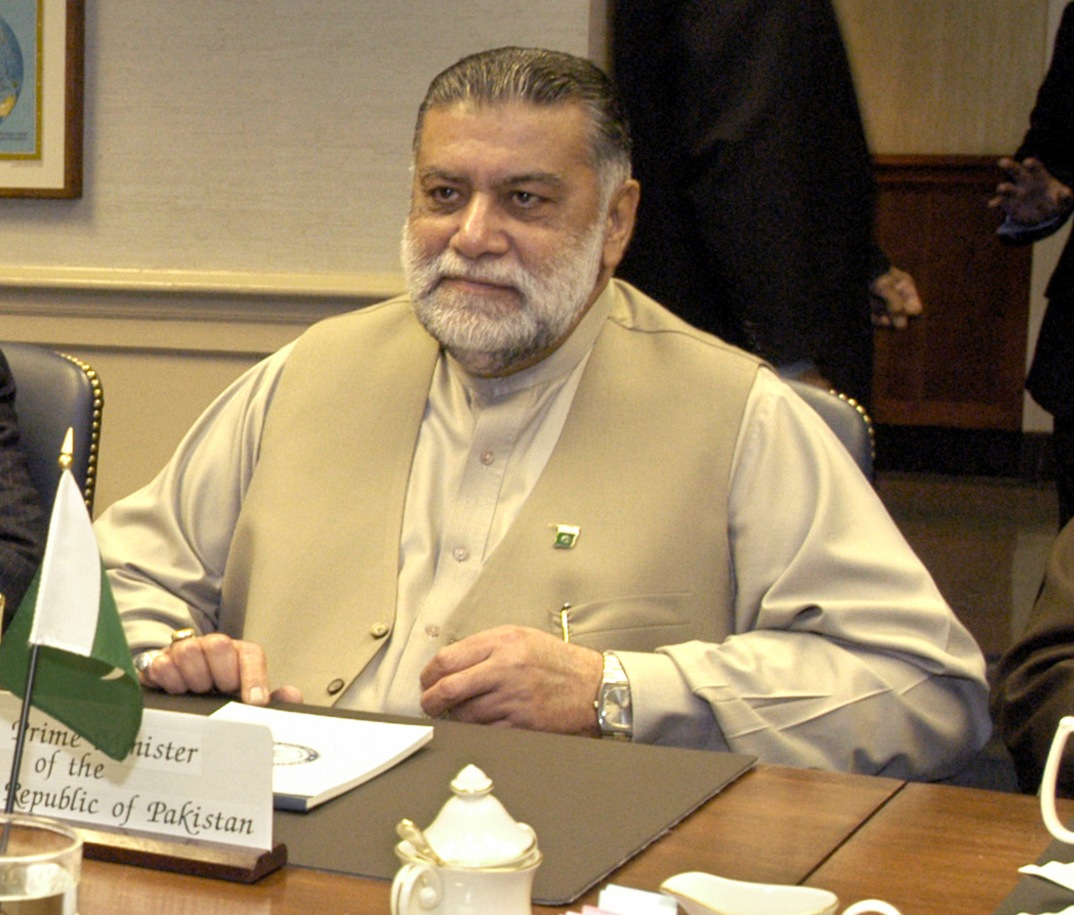
Le Premier ministre Zafarullah Khan Jamali en 2003.

Si le pouvoir militaire arrive en tête à l'issue de ces élections, la Ligue musulmane du Pakistan (Q) est loin d'obtenir une majorité absolue à elle seule et se voit contrainte de former un gouvernement de coalition. Le parti obtient d'abord le soutien du Mouvement Muttahida Qaumi (MQM) et de quelques élus indépendants et de petits partis, mais il lui manque encore quelques sièges. En face, le Parti du peuple pakistanais (PPP), la Ligue musulmane du Pakistan (N) et le Muttahida Majlis-e-Amal (MMA) entrent en négociation dans l'espoir de former le gouvernement en excluant les soutiens de Pervez Musharraf. Avec 159 élus, cette proposition alternative frôle la majorité absolue de 172 sièges.
Pervez Musharraf tente alors une alliance avec le PPP en proposant à Ameen Faheem le poste de Premier ministre, à la seule condition qu'il s'oppose à la présidente en exil du parti Benazir Bhutto. Ameen Faheem choisit toutefois de rester fidèle à cette dernière. Finalement, le pouvoir arrive à obtenir le soutien de dix députés du PPP qui quittent leur parti pour former un groupe dissident à l'Assemblée nationale.
Le 23 novembre 2002, Zafarullah Khan Jamali est élu Premier ministre avec 172 voix à l'Assemblée nationale, à la tête d'une coalition qui réunit la Ligue (Q), le MQM, l'Alliance nationale, la Ligue (F), le parti de Sherpao en plus d'indépendants et des dissidents. Il est le premier chef de gouvernement issu du Baloutchistan et son cabinet comporte Faisal Saleh Hayat, chef de file des dissidents du PPP, comme ministre de l'Intérieur, et Khurshid Kasuri aux Affaires étrangères. En face, l'opposition ne s'entend finalement pas sur un candidat commun. À la tête du MMA, Fazal-ur-Rehman obtient 86 voix avec le soutien de la Ligue (N) et le candidat du PPP Shah Mehmood Qureshi 70 votes. Le premier sera ensuite élu chef de l'opposition à l'Assemblée.

### Stabilité du régime

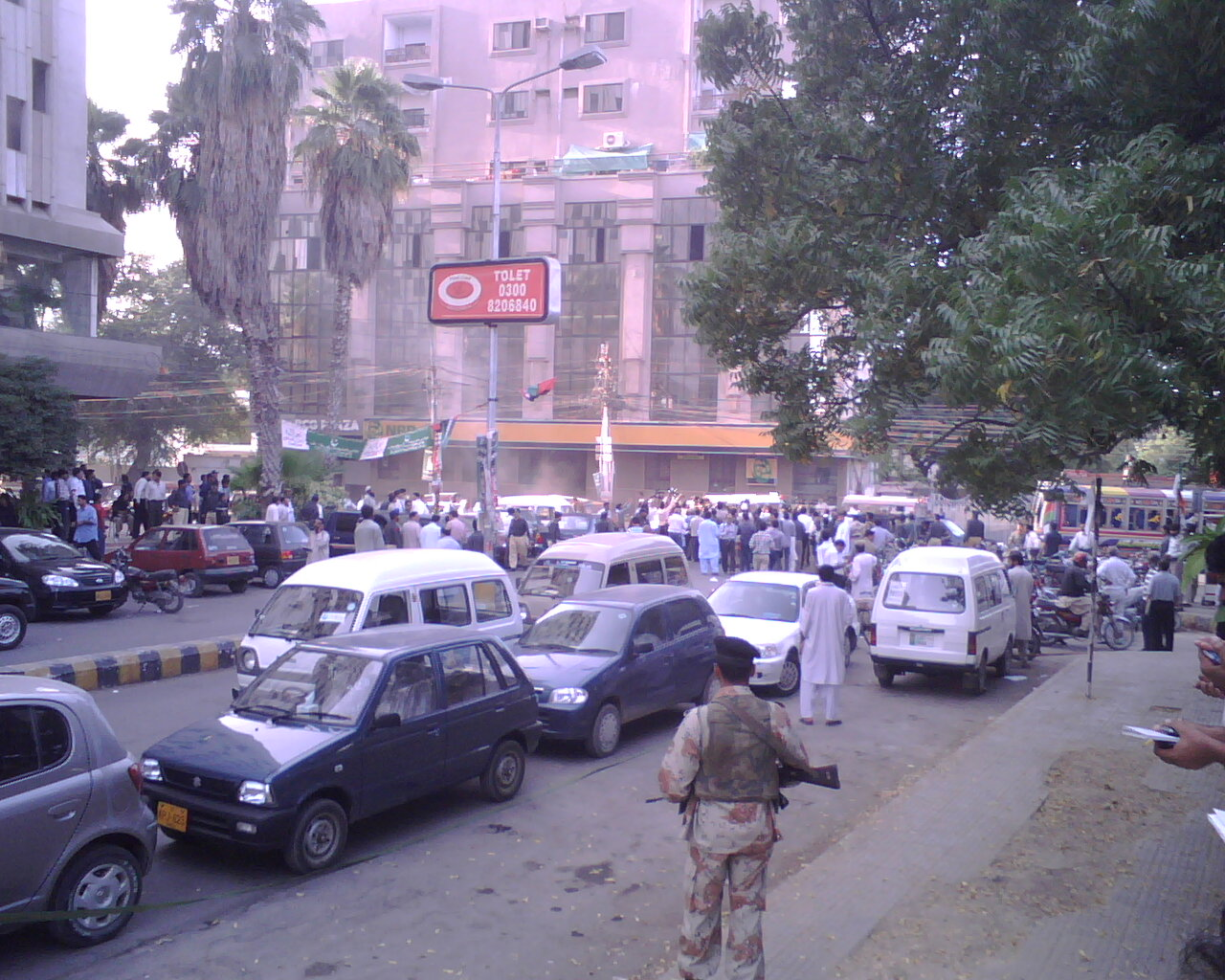
Manifestation du mouvement des avocats à Karachi en novembre 2007.

Dans l'immédiat, le scrutin permet au pouvoir militaire de stabiliser son assise tout en se donnant une légitimité démocratique et une respectabilité internationale, notamment auprès de ses alliés occidentaux. Le président souhaite ensuite faire adopter un amendement à la Constitution renforçant ses pouvoirs en lui accordant le droit de dissolution de l'Assemblée nationale et de démise du Premier ministre. Il fait ainsi pression sur le Muttahida Majlis-e-Amal (MMA), nécessaire pour atteindre la majorité des deux-tiers, en menaçant de ne pas reconnaitre les diplômes religieux comme valides, une qualification de l'enseignement supérieur étant obligatoire pour les députés. L'amendement est finalement adopté le 31 décembre 2003 mais en échange le MMA obtient du président son élection par un collège électoral et sa promesse de démissionner de la tête des forces armées d'ici le 31 décembre 2004.
Le 1er janvier 2004, le président Musharraf obtient un « vote de confiance » des assemblées réunies en collège électoral, par 658 voix sur un total de 1 170. Dénonçant l'abstention du MMA lors de ce scrutin, le général considère le pacte comme rompu et revient sur sa promesse d'abandonner l'uniforme militaire. Par ailleurs, le Premier ministre Jamali démissionne le 26 juin 2004 et est remplacé par le ministre des Finances Shaukat Aziz après un court intérim exercé par Chaudhry Shujaat Hussain. Malgré la faiblesse de l'opposition politique, le régime militaire va se retrouver fragilisé à compter de 2007 par l'émergence du mouvement des avocats, qui se créé en soutien au président de la Cour suprême, Iftikhar Muhammad Chaudhry. Révoqué par le pouvoir, ce dernier s'était saisi de dossiers sensibles de corruption impliquant le Premier ministre ou celui des disparitions forcées du Baloutchistan. Surtout, le président redoute que la justice ne juge illégal son mantien en tant que chef de l'armée.
Sous pression des États-Unis, Musharraf se résout à un accord avec le Parti du peuple pakistanais (PPP) pour stabiliser son pouvoir et le 6 octobre 2007, il est réélu président de la république puis abandonne son poste militaire au profit d'Ashfaq Kayani. En conséquence, l'opposante et cheffe du PPP Benazir Bhutto revient au Pakistan le 18 octobre puis Nawaz Sharif l'imite le 25 novembre. Dès le 3 novembre, le président avait pourtant décrété l'état d'urgence et renforcé la répression contre les juges réfractaires. Cette mesure contribue à souder l'opposition contre le pouvoir alors que Benazir Bhutto menace de rompre son accord avec le pouvoir. Elle est assassinée lors d'un attentat le 27 décembre. Après la défaite de son parti aux élections législatives de 2008, Pervez Musharraf démissionne le 18 août 2008 alors que la nouvelle coalition au Parlement s'apprétait à ouvrir une procédure de destitution.

## Analyse

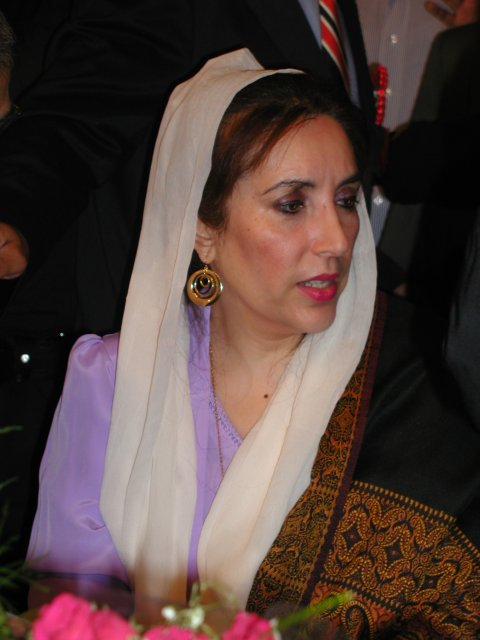
La dirigeante du Parti du peuple pakistanais est en exil lors de ce scrutin.

Diverses missions d'observateurs ont été autorisées à suivre le scrutin, émanant notamment de l'Union européenne, du Commonwealth et du Forum asiatique de développement. La mission du Parlement européen note des améliorations dans le processus de vote et de comptage qui s'est généralement bien déroulé. Pourtant, elle refuse de parler d'élections démocratiques, les activités politiques interdites depuis le coup d'État ayant été autorisées seulement 40 jours avant le vote. De plus, la mission estime que certains partis favorables au pouvoir militaire ont reçu un meilleur accès aux ressources étatiques durant la campagne électorale. La Ligue musulmane du Pakistan (Q) et l'Alliance nationale auraient ainsi largement bénéficié de l'utilisation de véhicules et bâtiments publics, ainsi que d'un meilleur accès aux médias d'État, y compris pour le Muttahida Majlis-e-Amal (MMA). Selon la mission, ces partis ont bénéficié de 60 % du temps d'antenne sur la période observée et les partis rivaux ont généralement été dénigrés.
Pour la mission du Forum asiatique de développement, le processus de vote a été suffisamment transparent mais elle note les mêmes irrégularités pré-électorales que la mission européenne et estime que des candidats ont été inditimidés par le pouvoir. Avec 41 % des inscrits ayant participé, la mission note un désintérêt de la population pour le scrutin et estime qu'à peine 30 % des personnes en âge de voter se sont déplacées. Des femmes ont été empêchées de voter à divers endroits reculés du Nord-Ouest.
Pour la chercheuse pakistanaise Ayesha Siddiqa, si les militaires ne sont pas intervenus le jour du vote, ce scrutin est un exemple de manipulation pré-électorale de l'establishment, qui isole ses détracteurs et organise une campagne médiatique en faveur de ses alliés. Elle estime notamment que l'organe de lutte contre la corruption créé peu après le coup d'État a été instrumentalisé pour écarter certains rivaux tout en blanchissant les soutiens du pouvoir et que ces pressions ont été décisives pour obtenir la défection d'élus du PPP. Le pouvoir aurait notamment soutenu le MMA dans le but d'isoler Nawaz Sharif puis aurait négocié avec le chef de l'alliance Fazal-ur-Rehman son opposition modérée au régime par la suite. Malgré ces manœuvres, la ligue obtient seulement un quart des suffrages et un tiers des députés. Pour la chercheuse ainsi que le politogue français Christophe Jaffrelot, loin de renforcer la démocratie, le scrutin marque l'entrée du président Pervez Musharraf dans le jeu politique en confortant les logiques clientélistes,.